# Elin Agrelius
Elin Charlotta Agrelius, tidigare Hagqvist, född 30 september 1856 i Jakob och Johannes församling i Stockholm, död 30 april 1932 i Bromma församling i Stockholm, var en svensk rösträttsaktivist.
Agrelius var verksam i kampanjen för införandet av kvinnlig rösträtt i Sverige, och ordförande för Föreningen för kvinnans politiska rösträtt i Örebro 1910–1912. Hon var gift med järnvägsdirektören Marcus Agrelius (1828–1921). Makarna är gravsatta på Norra begravningsplatsen utanför Stockholm.